# Винермобиль
Парк брендовых автомобилей в форме хот-дога на булочке, называемых «Винермобилями» (англ. Wienermobile), используется для продвижения и рекламы продукции Оскара Майера в США. Первый Винермобиль был создан племянником Оскара Майера, Карлом Г. Майером, в 1936 году. В 2023 году автомобили на короткое время стали называть «Франкмобилями» (англ. Frankmobile), но по многочисленным просьбам клиентов автомобили вновь начали называть «Винермобилями».

## История

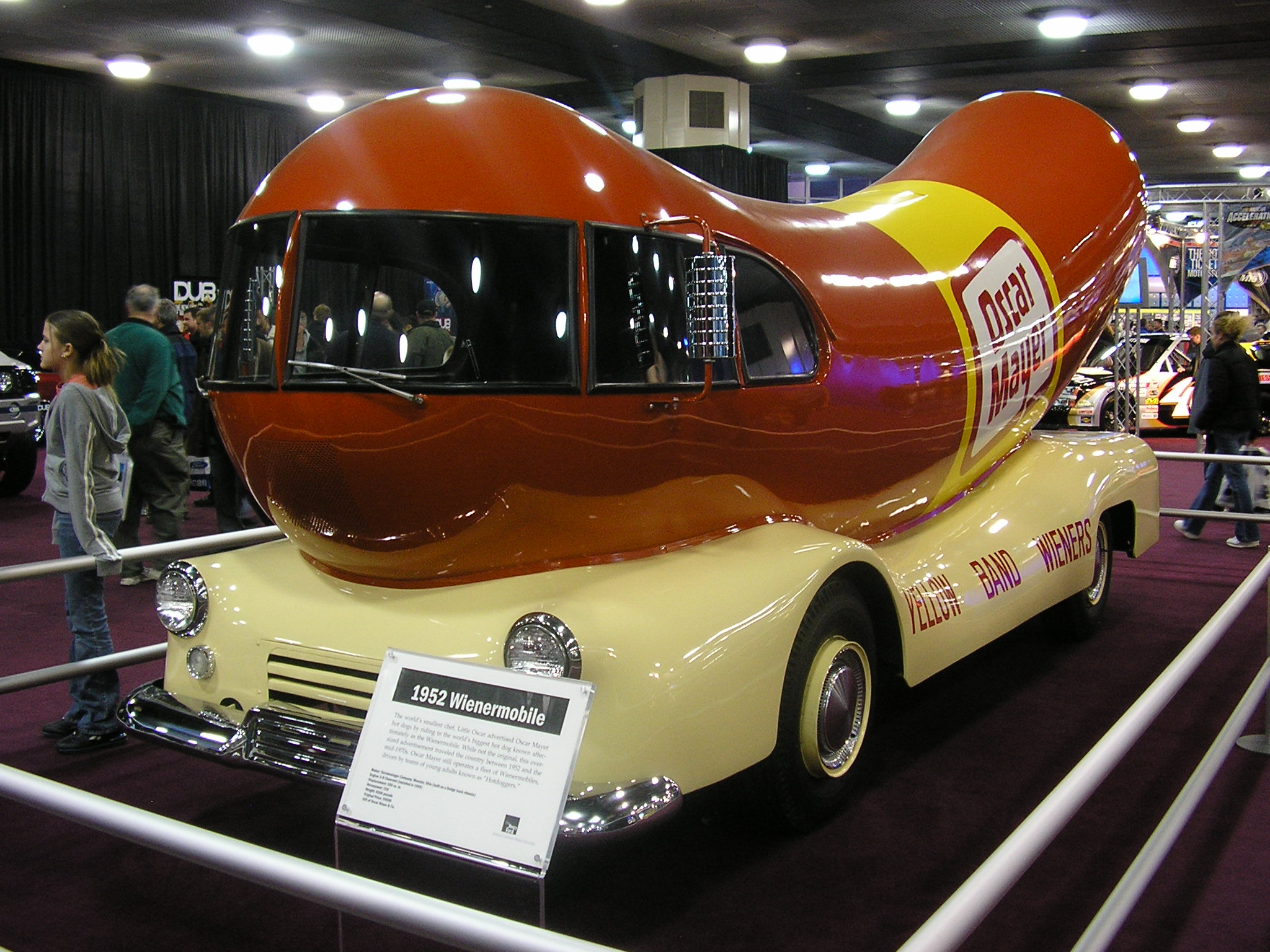
1952 Oscar Mayer Wienermobile на Североамериканском международном автосалоне (2005 год)

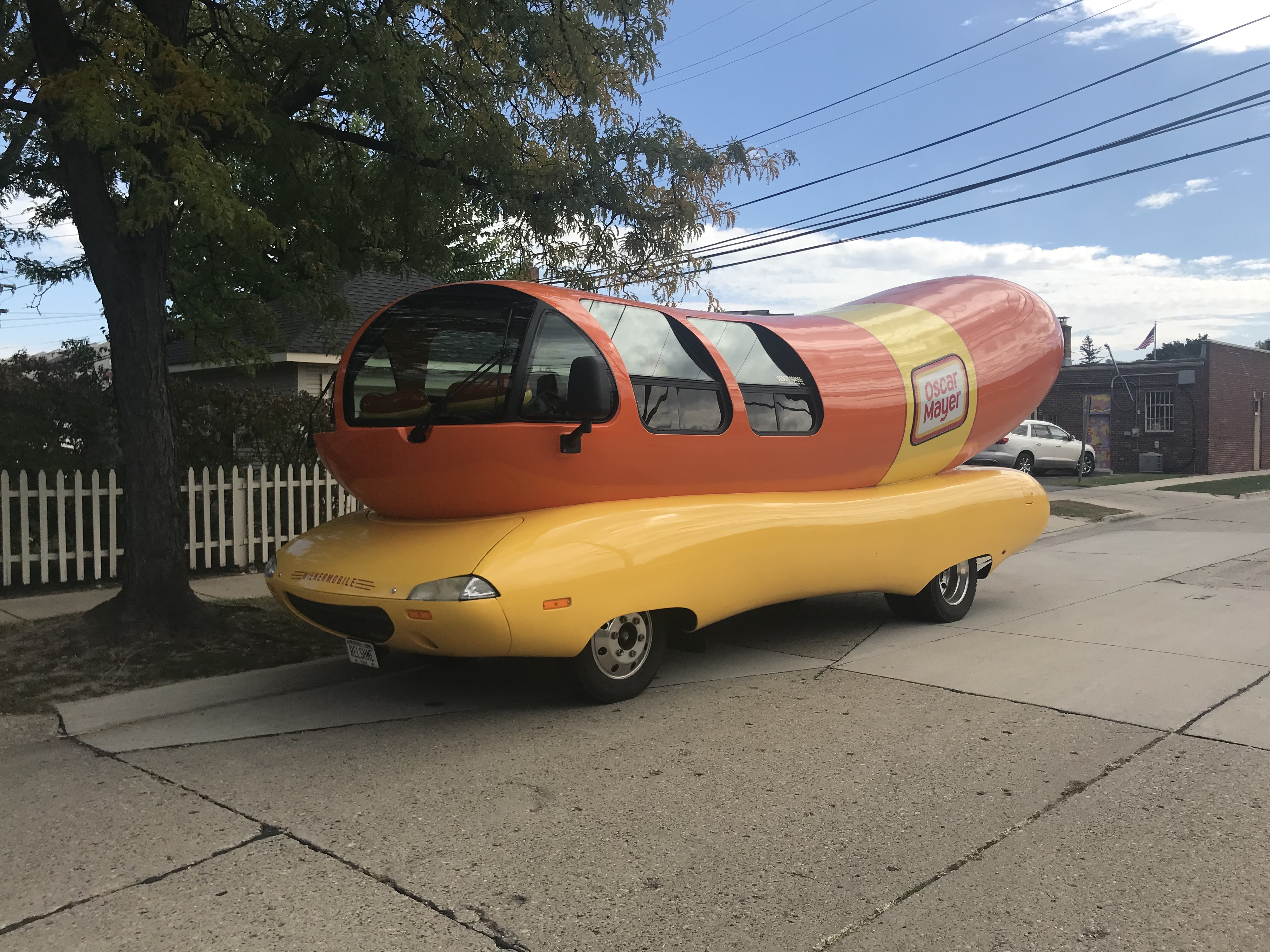
Oscar Mayer Wienermobile в Ройал-Оуке, штат Мичиган (2022 год)

Винермобиль Оскара Майера эволюционировал от оригинального автомобиля Карла Майера 1936 года до транспортных средств, которые эксплуатируются до настоящего времени. Хотя этот первый Wienermobile был утилизирован в 1940-х годах, чтобы помочь армии США во время Второй мировой войны, в 1950-е годы Оскар Майер и компания Gerstenslager создали несколько новых транспортных средств на шасси Dodge или Willys Jeep, которые получили название «Little Oscar». Автомобилями управлял Джордж Молчан, который посещал магазины, школы, детские дома и детские больницы, а также участвовал в парадах и фестивалях. Известному промышленному дизайнеру Бруксу Стивенсу также приписывают «новый взгляд» на дизайн 1950-х годов, воспользовавшись возможностями современной формованной конструкции из стекловолокна, чтобы «положить сосиски в булочку» в 1958 году.
В 1969 году новые Винермобили были произведены на шасси автодома Chevrolet и имели задние фонари от Ford Thunderbird. Винермобиль 1969 года стал первым автомобилем, выехавшим за пределы США.
В 1976 году компания Plastic Products, Inc. выпустила Винермобиль из стекловолокна и пенополистирола, снова на шасси автодома Chevrolet.
В 1988 году Оскар Майер имел парк из шести Винермобилей на переоборудованном шасси фургона Chevrolet.
В 1995 году длина Винермобиля была увеличена до 8,2 м, а высота — до 3,4 м. Эта версия также включала в себя модернизированные большие параллелограммные окна, которые теперь могли открываться, как это было спроектировано Шелдоном Тайсом.
В 2004 году Винермобиль включал в себя GPS-навигатор с голосовым управлением, аудиоцентр с беспроводным микрофоном, клаксон, который воспроизводит Wiener Jingle (в 21 различных жанрах от Cajun до Rap и Bossa Nova), согласно American Eats, и задние фонари от четвёртого поколения Pontiac Firebird.
Из-за механических проблем с Isuzu Elf Оскар Майер решил использовать более крупное шасси, чтобы вместить увеличение размера фирменной сосиски, проходящей через середину. Несмотря на то, что Wienermobile был не таким длинным, как версия 1995 года, он был значительно шире и выше. Компания Craftsmen Industries прошла через многочисленные капитальные ремонты грузовика, включая перевёрнутую ось и комплект для выравнивания. Эта версия держала рекорд по многочисленным проблемам с подвеской, большинство из которых приводило к тому, что шасси не могло выдержать большой вес Oscar Mayer Wienermobile.
В 2004 году Оскар Майер объявил конкурс, в котором клиенты могли выиграть право на использование Wienermobile в течение одного дня. В течение месяца на конкурс поступило более 15000 заявок.
В июне 2017 года компания представила несколько новых транспортных средств на тему хот-догов, в том числе WienerCycle, WienerRover и WienerDrone.
В мае 2023 года Оскар Майер объявил, что переименовывает Wienermobile во Frankmobile, чтобы продвигать новый рецепт своих франков из говядины. Было высказано предположение, что смена названия не будет постоянной. В сентябре 2023 года Frankmobile вновь был переименован в Wienermobile.
| Год  | Производитель/Город                                                 | Шасси                                                                                 | Двигатель                |
| ---- | ------------------------------------------------------------------- | ------------------------------------------------------------------------------------- | ------------------------ |
| 1936 | General Body Company — Чикаго, Иллинойс                             | Специализированное                                                                    | Н/Д                      |
| 1952 | Gerstenslager — Вустер, Огайо                                       | Dodge                                                                                 | Н/Д                      |
| 1958 | Brooks Stevens                                                      | Willys Jeep                                                                           | Н/Д                      |
| 1969 | Oscar Mayer — Мадисон, Висконсин                                    | Chevrolet с задними огнями от Ford Thunderbird                                        | V6                       |
| 1975 | Plastics Products — Милуоки, Висконсин                              | Стеклопластиковое/пенополистироловое (1969)                                           | V6                       |
| 1988 | Stevens Automotive Corporation — Милоуки, Висконсин                 | Chevrolet с задними огнями от Ford Thunderbird                                        | V6                       |
| 1995 | Harry Bentley Bradley для Carlin Manufacturing — Фресно, Калифорния | Специализированное, с фарами от Pontiac Grand Am и задними огнями от Pontiac Trans Am | Н/Д                      |
| 2000 | Craftsmen Industries — Сент-Чарльс, Миссури                         | GMC W-series                                                                          | 5700 Vortec V8           |
| 2001 | Craftsmen Industries — Сан-Антонио, Техас                           | RAM 1500, перевёрнутый мост                                                           | 5,2 л Magnum V8          |
| 2004 | Prototype Source — Санта-Барбара, Калифорния                        | GMC W-series с задними огнями от Pontiac Firebird                                     | 6,0 л 300—6000 Vortec V8 |
| 2008 | Prototype Source — Санта-Барбара, Калифорния                        | MINI Cooper S Hardtop                                                                 | 1,6 л Supercharged I-4   |

Источник: Оскар Майер

## Водители Винермобилей
Шесть Винермобилей курсируют по всей территории США.
Водителя Винермобиля называют хот-доггером. Работа хот-доггера заключается в том, чтобы «мясить» и приветствовать людей по всей стране. Обязанности хот-доггера: «… делиться фотографиями и видео в социальных сетях, отвечать на вопросы о бренде и автомобиле (чаще всего задают вопрос, есть ли туалет на заднем сиденье, на что отвечают: „Нет, это не Weenie-bago“) и раздавать сувениры».
Только старшекурсники колледжа, закончившие учёбу, имеют право быть хот-доггерами. Кандидаты должны получить степень бакалавра, предпочтительно в области связей с общественностью, журналистики, коммуникаций, рекламы или маркетинга. Задание хот-доггера рассчитано всего на один год. В наборе новых кадров хот-доггеров каждый год участвуют нынешние хот-доггеры и рекрутёры Оскара Майера, посещающие кампусы колледжей по всей стране. В 2018 году 7000 человек подали заявки на участие в программе «Хот-доггеры». Поскольку каждый Wienermobile перевозит два хот-дога, каждый год выбирается только 12 хот-доггеров. Среди известных хот-доггеров — бывший спикер Палаты представителей США Пол Райан.

## В игровой и сувенирной индустрии
Масштабные модели Винермобилей создавались на протяжении многих лет, а компания Hot Wheels выпускала «литые» версии транспортного средства.

## Чрезвычайные ситуации

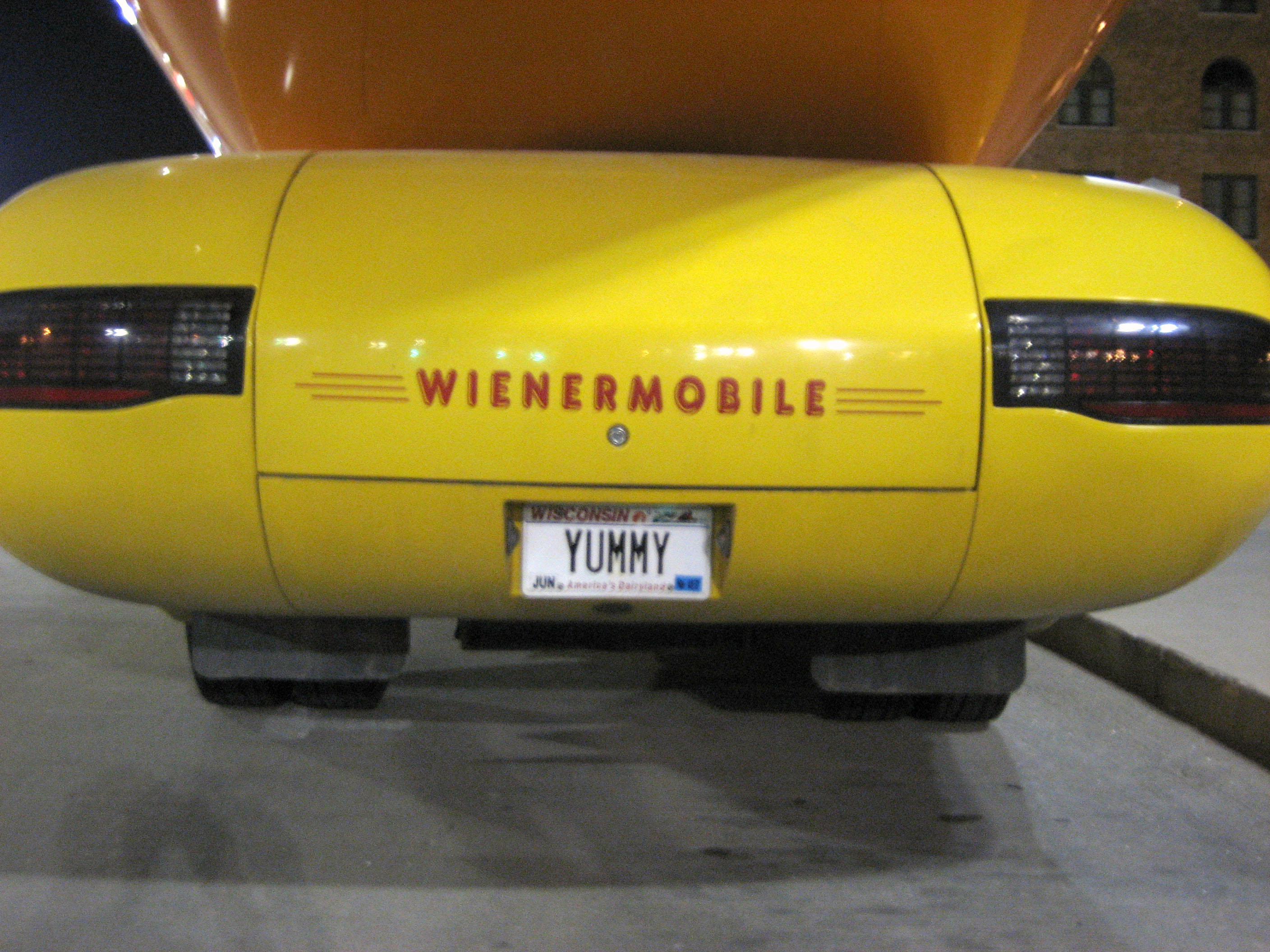
Oscar Mayer Wienermobile в Омахе, штат Небраска, август 2006 года

В июне 2007 года Винермобиль с висконсинским номерным знаком YUMMY попал в заголовки газет после того, как его остановил сотрудник Департамента общественной безопасности Аризоны за якобы украденный номерной знак. Офицер К. Ланков заметил, как Винермобиль замедляет движение, и проверил номерной знак, чтобы определить, разрешено ли транспортное средство на дорогах. Номерной знак был украден из Колумбии, штат Миссури, поэтому офицер остановил Винермобиль и задержал водителя. Оскар Майер не уведомил полицию о том, что они получили дубликат номерного знака после того, как предыдущий был украден, и что его следует считать украденным только в том случае, если он не был установлен на Wienermobile. Wienermobile был выпущен вскоре после того, как ошибка была обнаружена.
17 июля 2009 года в тупике в Маунт-Плезант, штат Висконсин, водитель Винермобиля пытался развернуться на подъездной дорожке к жилому дому. Думая, что машина ехала задним ходом, водитель ускорился вперёд, застряв под домом и разрушив его палубу.
26 января 2020 года Винермобиль был остановлен заместителем шерифа в Уокешо, штат Висконсин, за нарушение Закона о переезде, который требует, чтобы автомобилисты меняли полосу движения, чтобы обогнать автомобиль экстренных служб с включёнными сигнальными огнями. Водителю было вынесено предупреждение.
В феврале 2023 года, во время выходных матча Супербоул LVII, у Винермобиля Оскара Майера в Лас-Вегасе украли каталитический нейтрализатор.
В июле 2024 года на трассе I-294 недалеко от Чикаго Винермобиль столкнулся с пассажирским седаном и перевернулся на бок. О пострадавших не сообщалось.